# Distrikt Huamatambo
Der Distrikt Huamatambo liegt in der Provinz Castrovirreyna in der Region Huancavelica im Südwesten von Zentral-Peru. Der Distrikt wurde am 12. Januar 1942 gegründet. Er besitzt eine Fläche von 59,4 km². Beim Zensus 2017 wurden 409 Einwohner gezählt. Im Jahr 1993 lag die Einwohnerzahl bei 557, im Jahr 2007 bei 447. Sitz der Distriktverwaltung ist die 3056 m hoch gelegene Ortschaft Huamatambo mit 154 Einwohnern. Huamatambo liegt 44 km westnordwestlich der Provinzhauptstadt Castrovirreyna.

## Geographische Lage
Der Distrikt Huamatambo liegt in der peruanischen Westkordillere im äußersten Westen der Provinz Castrovirreyna. Der Distrikt liegt am Westufer des nach Süden strömenden Río San Juan (im Oberlauf auch Río Tantara).
Der Distrikt Huamatambo grenzt im Westen und im Norden an die Distrikte San Juan de Yanac und San Pedro de Huacarpana (beide in der Provinz Chincha), im Osten an den Distrikt Tantara sowie im Süden an den Distrikt San Juan.